# Scutellaria suffrutescens
Scutellaria suffrutescens là một loài thực vật có hoa trong họ Hoa môi. Loài này được S.Watson miêu tả khoa học đầu tiên năm 1896.

## Hình ảnh

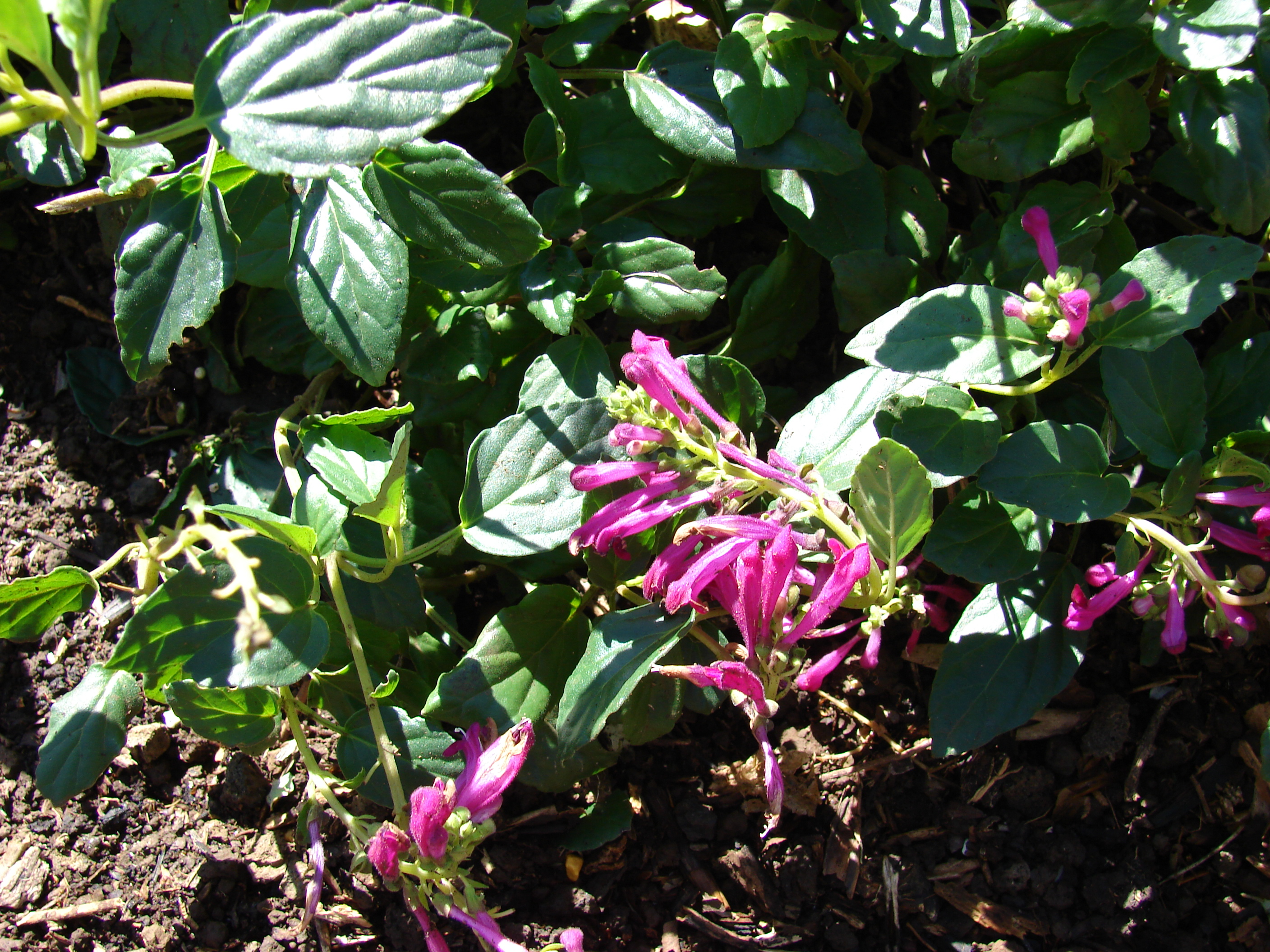
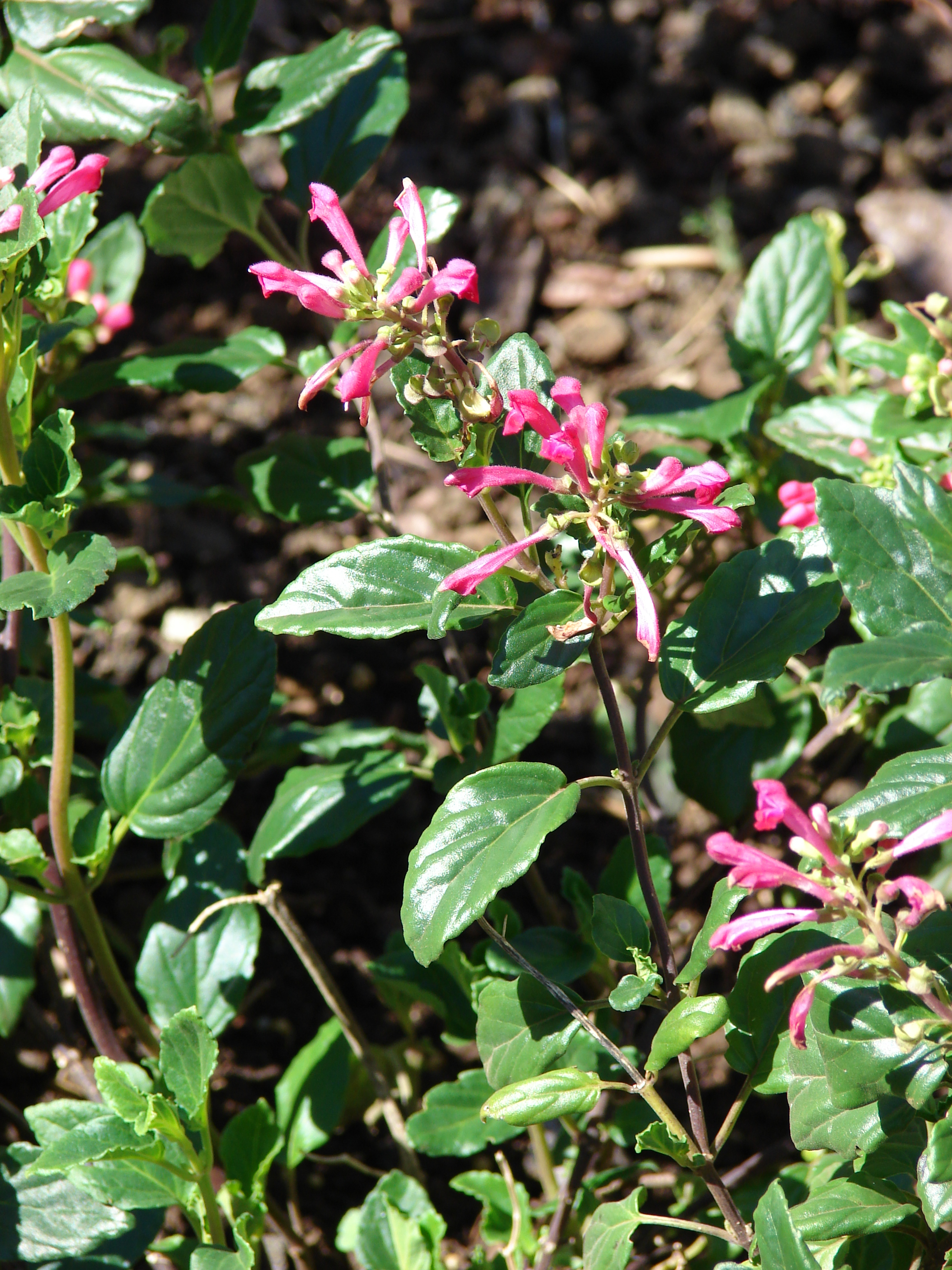
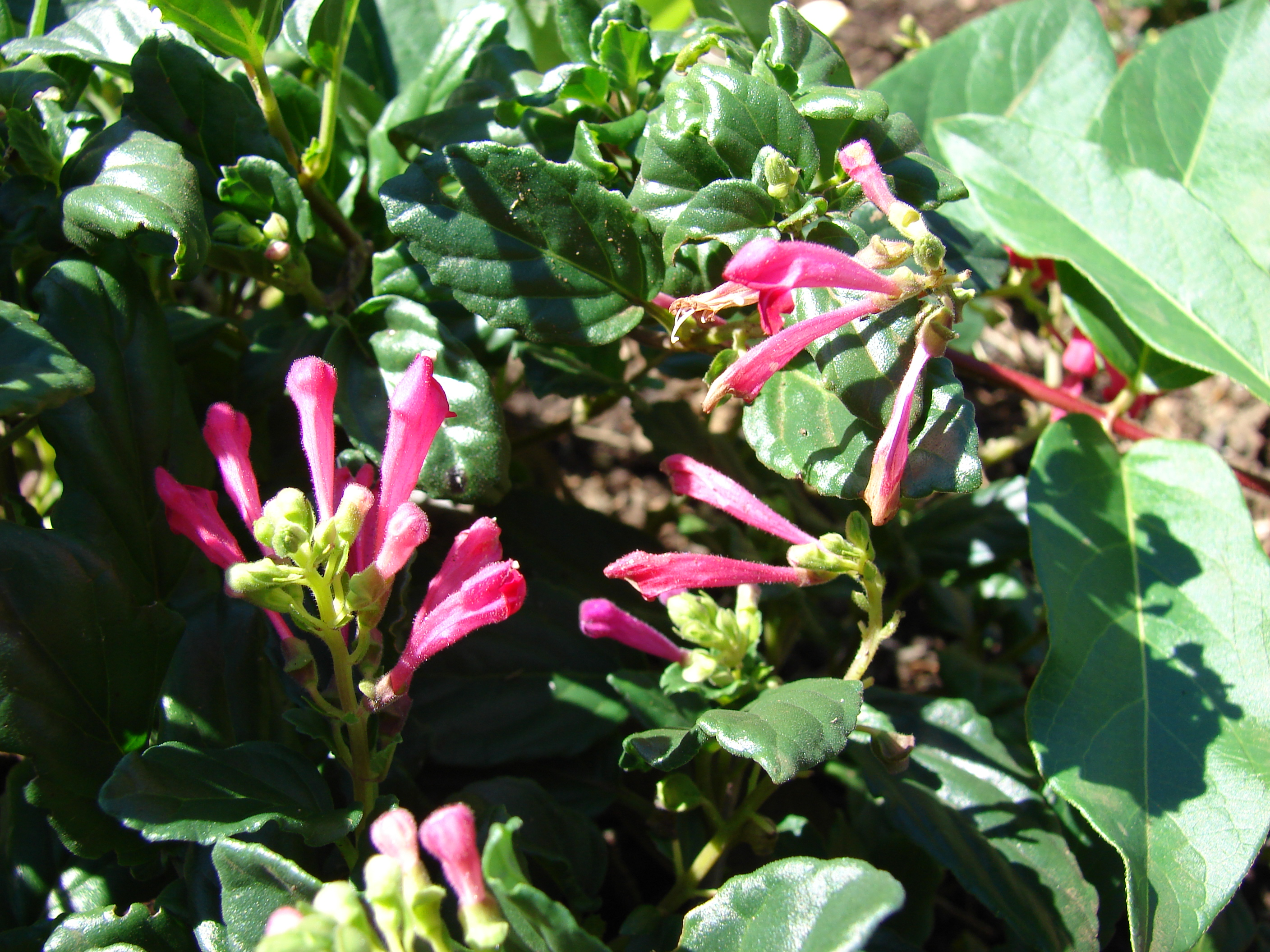
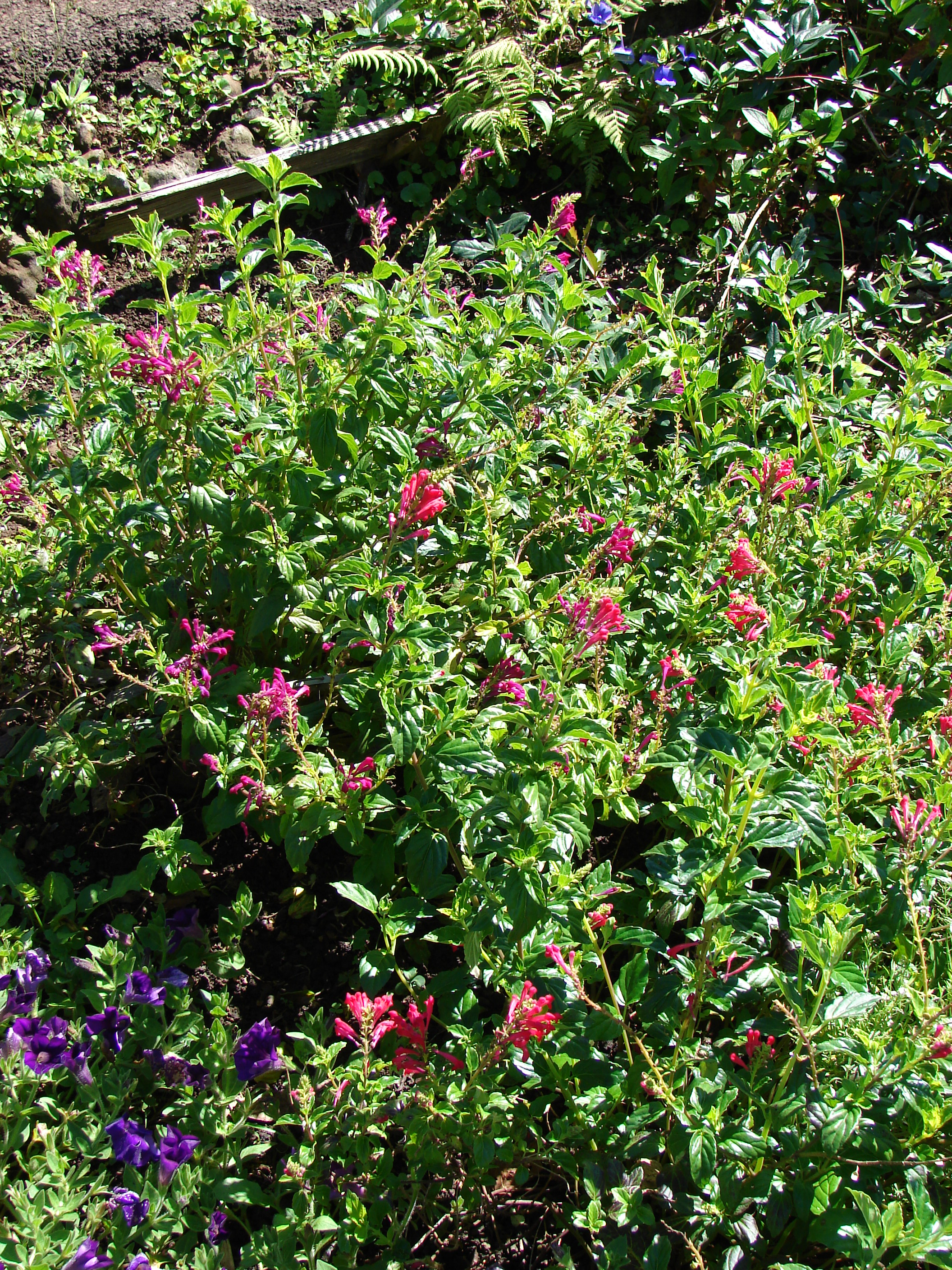